# التندراف، آپر فرانکانیا
التندراف، آپر فرانکانیا (به آلمانی: Altendorf, Upper Franconia) یک شهر در آلمان است که در بایرن واقع شده‌است.

## خصوصیات
التندراف ۸٫۶۱ کیلومترمربع مساحت دارد ۲۵۱ متر بالاتر از سطح دریا واقع شده‌است.